# Microsoft Flight Simulator
Microsoft Flight Simulator er en flysimulator og computerspil produceret til PC.
Spillet går ud på, at man i første omgang lærer at flyve i små flyvemaskiner med en instruktør ved sin side. Efterhånden som man forbedrer sine færdigheder, kan man vælge at flyve større fly og ruter i flere byer verden over.
Microsoft Flight Simulator var et af Microsofts første programmer, som ikke var business-orienteret. Spillet er Microsofts længst kørende produktserie (den overhaler Windows med tre år), har været igennem megen forandring gennem tiderne, og er stadig et af de mest udbredte simulatorspil.
I 2020 udkom den nyeste version af spillet efter 14 år uden nye udgivelser fra Microsoft, mens der allerede i 2023 blev annonceret endnu en ny version, der udkommer i 2024.